# Bistum Lisala
Das Bistum Lisala (lateinisch Dioecesis Lisalaensis) ist eine in der Demokratischen Republik Kongo gelegene römisch-katholische Diözese mit Sitz in Lisala.

## Geschichte
Das Bistum Lisala wurde am 3. April 1919 durch Papst Benedikt XV.  mit der Apostolischen Konstitution Quae Catholico nomini aus Gebietsabtretungen des Apostolischen Vikariates Léopoldville als Apostolisches Vikariat Nouvelle-Anvers errichtet. Am 11. Februar 1924 gab das Apostolische Vikariat Nouvelle-Anvers Teile seines Territoriums zur Gründung der Apostolischen Präfektur Tsuapa ab. Eine weitere Gebietsabtretung erfolgte am 28. Juli 1926 zur Gründung der Apostolischen Präfektur Basankusu. Am 27. Januar 1936 wurde das Apostolische Vikariat Nouvelle-Anvers durch Papst Pius XI. mit der Apostolischen Konstitution Litteris Apostolicis in Apostolisches Vikariat Lisala umbenannt. Das Apostolische Vikariat Lisala gab am 14. Juni 1951 Teile seines Territoriums zur Gründung der Apostolischen Präfektur Isangi ab.
Am 10. November 1959 wurde das Apostolische Vikariat Lisala durch Papst Johannes XXIII. mit der Apostolischen Konstitution Cum parvulum zum Bistum erhoben und dem Erzbistum Mbandaka-Bikoro als Suffraganbistum unterstellt. Das Bistum Lisala gab am 25. November 1964 Teile seines Territoriums zur Gründung des Bistums Budjala ab.

## Ordinarien

### Apostolische Vikare von Nouvelle-Anvers
- Égide de Bœck CICM, 1921–1936

### Apostolische Vikare von Lisala
- Égide de Bœck CICM, 1936–1944
- François Van den Berghe CICM, 1944–1959

### Bischöfe von Lisala
- François Van den Berghe CICM, 1959–1964, dann Bischof von Budjala
- Louis Nganga a Ndzando, 1964–1997
- Louis Nkinga Bondala CICM, 1997–2015
- Ernest Ngboko Ngombe CICM, 2015–2019, dann Erzbischof von Mbandaka-Bikoro
- Joseph-Bernard Likolo Bokal’Etumba, seit 2021